# .sd
.sd es el dominio de nivel superior geográfico (ccTLD) para Sudán.